# Lichtsee
De Lichtsee is een meer in de Oostenrijkse deelstaat Tirol. Het meer ligt ten noorden van de plaats Obernberg am Brenner op een hoogte van 2100 meter boven de zeespiegel. De enige manier om het meer te bereiken is te voet vanuit deze plaats. Het meer heeft een oppervlakte van 3,93 hectare en is daarmee een van de grootste meren op deze hoogte.
Het meer heeft een goede waterkwaliteit. Op de zuid oever van het meer groeien veel blauwe bessen en veenbessen. Er leven verschillende soorten forellen in het meer. De enige manier waarop het meer aan zijn water komt is door regen en smeltende sneeuw.